# Estnische Fußballmeisterschaft 1924
Die Estnische Fußballmeisterschaft wurde 1924 zum vierten Mal als höchste estnische Fußball-Spielklasse der Herren ausgespielt. Die Meisterschaft wurde zunächst im K.-o.-System mit zwei Qualifikationsrunden ausgespielt. In dieser wurden die beiden Mannschaften ermittelt, die sich in einer Finalserie mit 4 Spielen gegenüberstanden. Der SK Tallinna Sport konnte in dieser Serie die 3. Meisterschaft der Klubgeschichte gewinnen. Mit Oskar Üpraus der 6 Treffer erzielen konnte, stellte Tallinna Sport auch den Torschützenkönig.

## Qualifikation

### 1. Runde
Ausgetragen wurden die Begegnungen am 28. und 31. August 1924.
|                   | Ergebnis |                     |
| ----------------- | -------- | ------------------- |
| JK Tallinna Kalev | 3:2      | Tallinna JK         |
| SK Tallinna Sport | 6:0      | KS Võitleja Narva 1 |

### 2. Runde
Ausgetragen wurde die Begegnung am 10. September 1924.
|                   | Ergebnis |             |
| ----------------- | -------- | ----------- |
| SK Tallinna Sport | 1:0      | Tallinna JK |

## Finalserie
Ausgetragen wurden die Begegnungen zwischen dem 17. September und 11. November 1924.
|                   | Ergebnis |                   |
| ----------------- | -------- | ----------------- |
| SK Tallinna Sport | 1:0      | JK Tallinna Kalev |
| JK Tallinna Kalev | 3:1      | SK Tallinna Sport |
| JK Tallinna Kalev | 1:1      | SK Tallinna Sport |
| SK Tallinna Sport | 2:0      | JK Tallinna Kalev |

- SK Tallinna Sport nach zwei Siegen Meister